# Curitiba (stad)
Curitiba is een stad en gemeente in de zuidelijke regio van Brazilië. Het is de op 934 meter hoogte gelegen hoofdstad van de staat Paraná en heeft circa 1,7 miljoen inwoners, waarmee het de grootste stad van het zuiden is.
Curitiba is in 1654 gesticht en kreeg op 29 maart 1693 de titel 'dorpsgemeente'. In die tijd was Curitiba nog bekend onder de naam "Nossa Senhora da Luz dos Pinhais". In 1721 werd de naam veranderd naar Curitiba dankzij de duizenden pijnbomen die in het gebied staan. In de 1853 werd de staat São Paulo opgedeeld in twee stukken. Curitiba, dat in 1842 stadsrechten had gekregen, werd de hoofdstad van het nieuw gevormde Paraná. Vooral in de laatste twee eeuwen werd Curitiba overspoeld met Europese immigranten van vooral Duitse, Poolse, Italiaanse en Oekraïense oorsprong.
Over de herkomst van de naam bestaan twee theorieën. De indianenstammen Tupi, Jê en Guarani gebruikten de woorden "coré" (pijnboompit) en "etuba" (veel) om de plek van de stad te omschrijven. Dit zou later zijn verbasterd tot Curitiba. De andere theorie is dat het de woorden Kurit (pijnboom) en Yba (grote hoeveelheid) waren die uiteindelijk tot de stadsnaam hebben geleid.

## Geschiedenis
De regio rond Curitiba werd voor het eerst permanent bewoond rond 1630. Oud-bewoners van de nabijgelegen stad Paranaguá trokken het binnenland in en stichtten twee nederzettingen: Nossa Senhora da Luz en Bom Jesus dos Pinhais, dat uiteindelijk tot één zou samensmelten voordat het zich in 1693 een dorp mocht noemen. Omdat er in het gebied niet veel grondstoffen aanwezig waren, vertrokken veel bewoners naar Minas Gerais en decennialang was het stadje niet meer dan een uitrustplaats voor cowboys en hun vee op weg van Rio Grande do Sul naar de veemarkten in Minas Gerais en São Paulo. De stad kwam pas echt tot groei in de 19e eeuw toen men begon met het verbouwen en exporteren van erva-mate. In 1842 kreeg Curitiba stadsrechten en 11 jaar later werd het de hoofdstad van de nieuw gevormde staat Paraná. Vanaf 1867 kreeg Curitiba te maken met immigratiegolven, vooral vanuit Italië, Polen, Duitsland en Oekraïne. In de 20e eeuw, vooral in de tweede helft daarvan, vindt een gigantische demografische groei plaats. Hierdoor verwordt Curitiba van regionaal centrum tot een van de rijkste steden van het land en pionier op het gebied van stedelijke planning.

## Geografie

### Geografische gegevens
- Coördinaten: S25°25'48" - W49°16'15"
- Afstand vanaf Brasília: 1374,6 km
- Groengebied per inwoner: 51 m²
- Afstand van Noord naar Zuid: 35 km
- Afstand van Oost naar West: 20 km
- Gemiddelde hoogte: 934,6 m
- Oppervlakte: 430,9 km²
- Gemiddelde zomertemperatuur: 21 °C
- Gemiddelde wintertemperatuur: 13 °C

Gegevens van de Metropole Regio Curitiba (Região Metropolitana Curitiba - RMC)
- Oppervlakte: 15.416,9 km²
- Inwoners: 3.186.099 (IBGE/2005)
- BNP: R$ 32.929.886.000 (IBGE/2003)

### Klimaat
Curitiba heeft een vochtig subtropisch klimaat, zonder droge periode, maar met warme zomers en relatief koude winters. Gemiddeld valt er 1500 mm regen per jaar, dat vooral te danken is aan de nabijheid van de Serra do Mar. Curitiba is de koudste hoofdstad van Brazilië, wat ook komt door de hoge ligging van de stad.

## Demografie
Curitiba is een ware smeltkroes. De oorspronkelijke indiaanse bevolking mengde zich al vroeg met Portugezen en Afrikanen. Later mengden ook Polen, Duitsers en Italianen met de eerdere bewoners.

### Immigranten
De grote demografische ontwikkeling van Curitiba kwam tot stand dankzij de immigratie van vele Europeanen. De Duitsers waren de eersten vanaf 1833, gevolgd door de Italianen in 1871 en uiteindelijk ook Polen en Oekraïners. Vandaag de dag is Curitiba het centrum van de Poolse cultuur in Brazilië. In 1876 waren er twintig verschillende boerengemeenschappen bestaande uit verschillende etnische groepen, waaronder ook de Japanners en Syriërs genoemd dienen te worden. De laatste jaren komt de immigratie vooral van binnen Brazilië; vooral inwoners van Santa Catarina, Rio Grande do Sul en Minas Gerais trekken naar Curitiba.

### Statistieken
Volgens verschillende onderzoeken heeft het inwoneraantal van de stad Curitiba zich ontwikkeld van 483.038 in 1970 naar 843.733 in 1980. De gehele gemeente zag in diezelfde periode het inwoneraantal stijgen van 624.362 naar 1.025.979 inwoners, waarmee de bevolkingsdichtheid naar 1411 inwoners per km² verhoogd werd. Eerder, tussen 1960 en 1970 was de bevolking al met 40% toegenomen, en tussen 1970 en 1980 was dat dus nog eens 74%.
Curitiba heeft 1.908.359 inwoners, volgens de gegevens van IBGE/2017 (te vergelijken met het CBS). Hiermee bezet Curitiba een achtste plaats in steden met de meeste inwoners in Brazilië.
De grootste wijk qua inwoneraantal is CIC (Cidade Industrial Curitiba) met 174.383 inwoners. De grootste bevolkingsdichtheid is te vinden in het centraal gelegen Água Verde, met 10.476 inwoners per km².
De levensverwachting van een Curitibaan is 71 jaar. 99,9% van de huishoudens is aangesloten op het elektriciteitsnetwerk, 99,6% op de riolering en bij 99,5% van de huishoudens wordt het vuil opgehaald. 98,6% heeft bovendien stromend water.

### Stadsplanning en openbaar vervoer

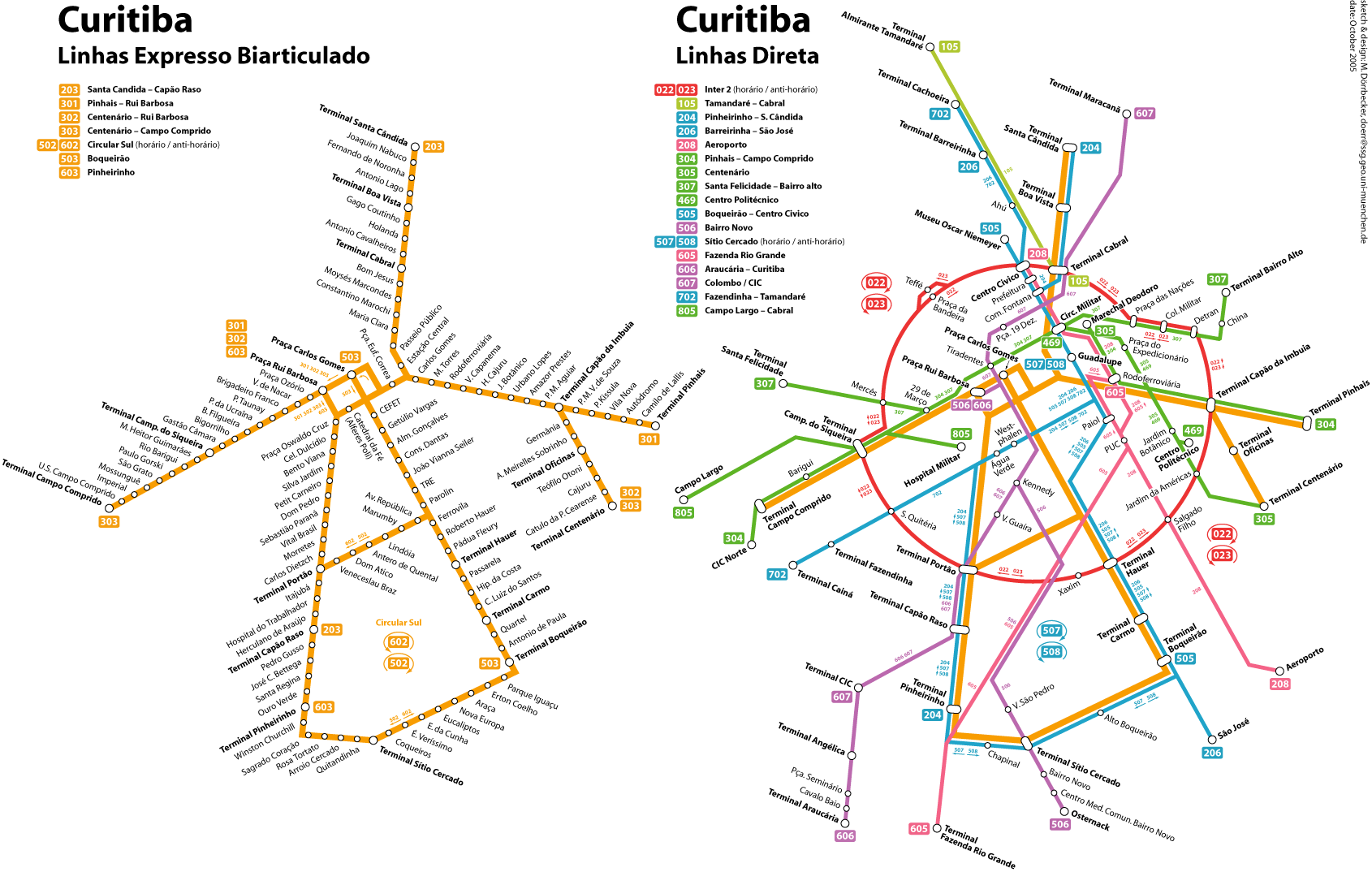
Openbaar vervoer: buslijnen van de express bus en directe verbindingen

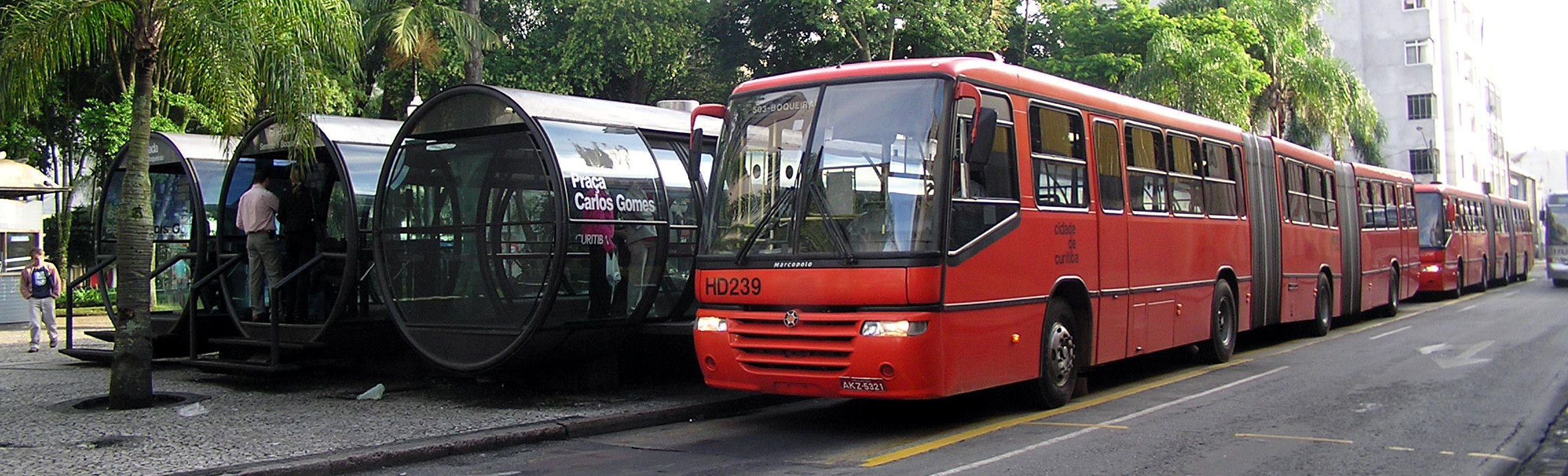
Bushalte in Curitiba met dubbelgelede bussen.

Curitiba wordt gezien als een schoolvoorbeeld voor stadsplanning. De stad heeft een zeer efficiënt systeem van openbaar vervoer, met snelle bussen, die op speciaal voor hen gereserveerde rijstroken rijden. De bussen zijn heel lang en onderverdeeld in drie afdelingen. Zij stoppen op verhoogde perrons, zodat ook gehandicapten gemakkelijk kunnen in- en uitstappen. Dit openbaar vervoer wordt door 85% van de bevolking gebruikt, ook al bezit een groot deel van de bevolking een eigen auto. Het verkeer in de stad verloopt dan ook soepel.
Per inwoner is er 51 vierkante meter groen, ongeveer drie keer zoveel als door de UNESCO wordt aangeraden. Ook de vele voorzieningen in de stad, neergezet op strategische plaatsen, bepalen het gezicht. In juni 1996 werd Curitiba op het congres van stadsplanologen in Istanboel als de meest innoverende stad ter wereld onderscheiden. Bovendien is de stad door UNESCO aangewezen als modelstad voor de wederopbouw van onder andere steden in Afghanistan. Ondanks alle goede planning in de loop der jaren heeft Curitiba wel te kampen met een aantal problemen, waaronder dakloosheid en de ontwikkeling van sloppenwijken. De criminaliteit is echter wel relatief laag.
" Cities like this can change the world"
In 1965 werd het Urbain Planning Institute opgericht. Jaime Lerner, later burgemeester, had de leiding hierover. In 1970 wordt een masterplan gepresenteerd met verschillende pijlers:
- Geen metro, maar wel bovengronds openbaar vervoer met volstrekte voorrang (snelheid, comfort en frequentie). Argumenten: metro is te duur (bouw en vooral exploitatie), maar ook omwille van de sociale controle.
- Mengen van functies (wonen, werken en recreatie). Dit is een radicale breuk met het CIAM-gedachtegoed.
- Ecologisch verantwoord groenbeheer (nu 51 m² per persoon, vroeger 0,5 m²) (overstromingszones gecombineerd met groenzones).
- Sociaal programma gekoppeld aan milieuprogramma's (interdisciplinair).

Dit laatste punt is bijvoorbeeld te zien in een project waarbij afvalinzamelingspunten zijn opgezet. Veel armen uit de favela (krottenwijk) verzamelen overdag door de hele stad straatvuil, waarvoor ze aan het eind van de dag voor kunnen worden betaald. Op deze manier wordt er werk verschaft en blijven de straten schoon.

## Stadsdelen
Curitiba is onderverdeeld in acht stadsdelen en 75 wijken:
- Matriz, met de wijken Centro, Centro Cívico, Batel, Bigorrilho, Mercês, São Francisco, Bom Retiro, Agú, Juvevê, Cabral, Hugo Lane, Jardim Social, Alto da XV, Alto da Glória, Cristo Rei, Jardim Botânico, Prado Velho en Rebouças.;
- Santa Felicidade, met de wijken Santa Felicidade, Lamenha Pequena, Butiatuvinha, São João, Vista Alegre, Cascatinha, São Braz, Santo Inácio, Orleans, Mossunguê, Campo Comprido, Campina do Siqueira, Seminário, Riviera, Augusta en het noordelijk deel van Cidade Industrial Curitiba;
- Boa Vista, met de wijken Boa Vista, Bacacheri, Bairro Alto, Tarumã, Tingüi, Atuba, Santa Cândida, Cachoeira, Barreirinha, Abranches, Taboão, Pilarzinho en São Lourenço;
- Cajuru, met de wijken Cajuru, Uberaba, Jardim das Américas, Guabirotuba en Capão da Imbuia;
- Portão, met de wijken Portão, São Miguel, Fazendinha, Santa Quitéria, Vila Izabel, Água Verde, Parolin, Vila Guaíra, Lindóia, Fanny, Novo Mundo en het midden van Cidade Industrial de Curitiba;
- Boqueirão, bestaande uit de wijken Boqueirão, Xaxim, Hauer en Alto Boqueirão;
- Pinheirinho, met de wijken Pinheirinho, Capão Raso, Tatuquara en het zuidelijk deel van Cidade Industrial de Curitiba;
- Bairro Novo, bestaande uit de wijken Sítio Cercado, Ganchinho, Umbará, Campo de Santana e Caximba.

## Aangrenzende gemeenten
De gemeente grenst aan Almirante Tamandaré, Araucária, Campo Largo, Campo Magro, Colombo, Fazenda Rio Grande, Pinhais en São José dos Pinhais.

## Verkeer en vervoer
De plaats ligt aan de wegen BR-116, BR-277, BR-376, BR-476, PR-090, PR-092, PR-415, PR-417, PR-418, PR-421 en PR-506.
De luchthaven Aeroporto Internacional de Curitiba ligt 18 kilometer ten zuidoosten van het centrum van Curitiba bij de plaats São José dos Pinhais. Er is ook een spoorwegstation met treinen zowel naar Paranaguá aan de kust als dieper het binnenland in.

## Sport
Curitiba is de thuisbasis van meerdere profvoetbalclubs. Twee clubs werden kampioen van Brazilië. Dit zijn Coritiba FC (in 1985) en aartsrivaal Club Athlético Paranaense (in 2001). Coritiba FC speelt haar wedstrijden in Estádio Major Antônio Couto Pereira. De Arena da Baixada fungeert als thuisbasis van Club Athlético Paranaense. Fusieclub Paraná Clube is de derde club van Curitiba en speelt in Estádio Vila Capanema.
Curitiba was met Estádio Vila Capanema en Arena da Baixada speelstad bij het WK voetbal van respectievelijk 1950 en 2014.

## Stedenbanden
Zustersteden van Curitiba:
- Córdoba, Argentinië
- Santa Cruz de la Sierra, Bolivia
- Hangzhou, China
- Lyon, Frankrijk
- Treviso, Italië
- Himeji, Japan
- Guadalajara, Mexico
- Krakau, Polen
- Coimbra, Portugal
- Montevideo, Uruguay
- Orlando, Verenigde Staten
- Suwon, Zuid-Korea

## Bekende inwoners van Curitiba

### Geboren
- Uriel Fernandes "Teleco" (1913–2000), voetballer
- Nivacir Innocencio Fernandes, "King" (1917), voetballer
- Dalton Trevisan (1925), schrijver
- Jaime Lerner (1937-2021), architect, stedenbouwkundige en gouverneur
- Dirceu José Guimarães, "Dirceu" (1952–1995), voetballer
- Alexi Stival, "Cuca" (1963), voetballer en trainer
- Mauro Ribeiro (1964), wielrenner
- Gleisi Hoffmann (1965), advocate en politica
- Emanuel Rego (1973), beachvolleyballer
- Paulo Rink, "Rambo" (1973), voetballer
- Magno Mocelin, "Magno" (1974), voetballer
- Wanderlei Silva (1976), MMA-vechter
- Alex de Souza, "Alex" (1977), voetballer
- Fabíula Nascimento (1978), actrice
- Lúcio Flávio dos Santos, "Lúcio Flávio" (1979), voetballer
- Juraci Moreira (1979), triatleet
- Maurício Rua (1981), MMA-vechter
- Marjorie Estiano (1982), actrice en zangeres
- Alexandre Gomes (1982), pokerspeler
- Ágatha Bednarczuk (1983), beachvolleyballer
- Adriano Correia Claro, "Adriano" (1984), voetballer
- Ricardo Ferreira da Silva, "Ricardinho" (1984), voetballer
- Cristiane Justino (1985), MMA-vechtster
- Thiago Neves (1985), voetballer
- Thiago Cionek (1986), Pools-Braziliaans voetballer
- Giuliano Victor de Paula, "Giuliano" (1990), voetballer
- Jhonny Lucas (2000), voetballer
- Rodrigo Guth (2000), voetballer
- Yan Couto (2002), voetballer
- Júlia Soares (2005), gymnaste

## Galerij

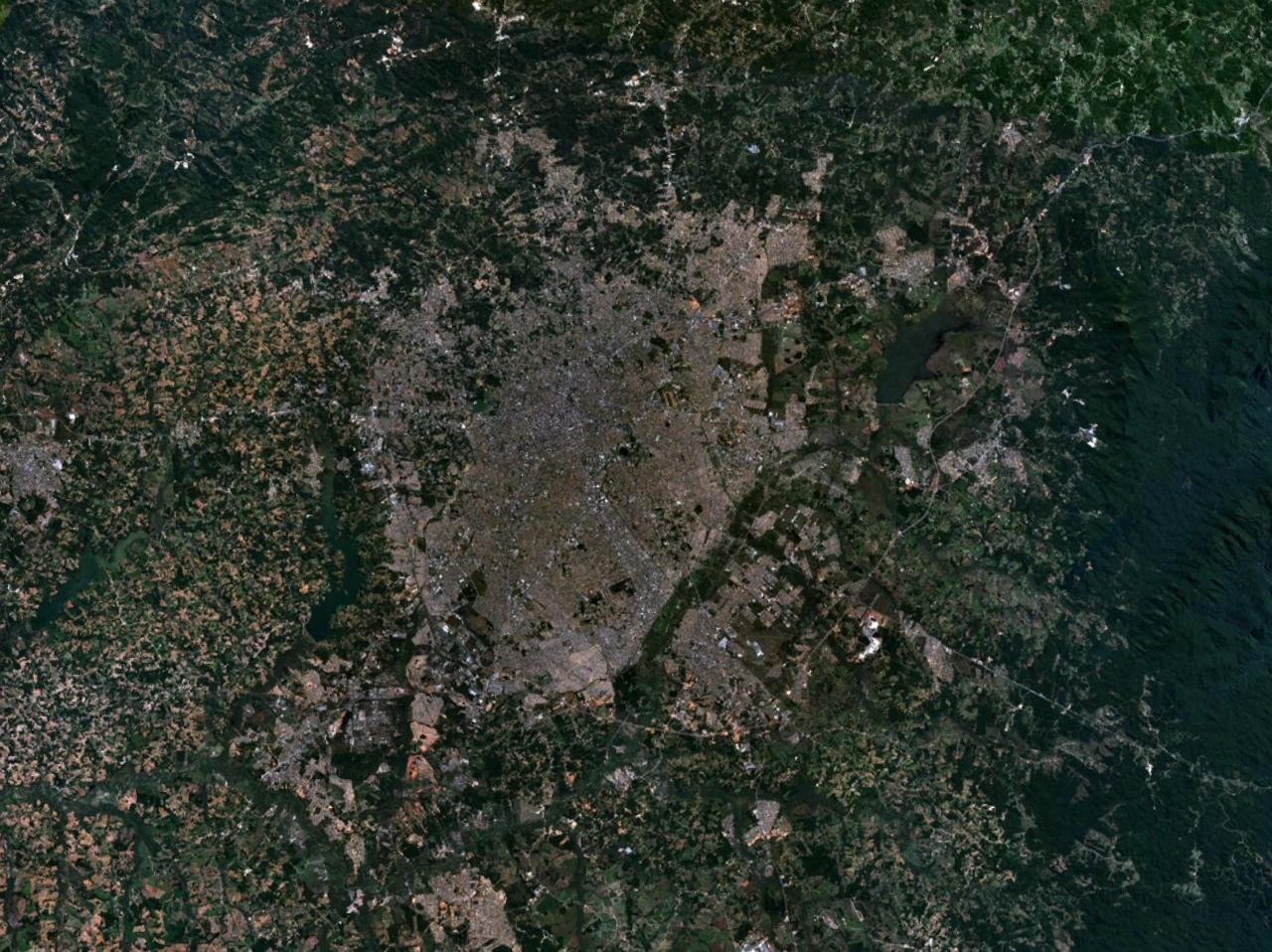
Satellietfoto van Curitiba
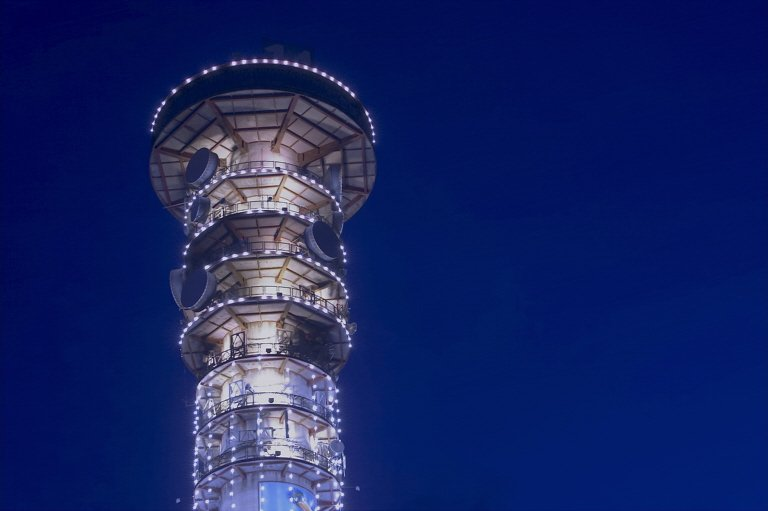
De Brasil Telecom-toren in Curitiba